# Carpodacus subhimachalus
Carpodacus subhimachalus é uma espécie de ave da família Fringillidae.
Pode ser encontrada nos seguintes países: Butão, China, Índia, Myanmar e Nepal.
Os seus habitats naturais são: florestas temperadas e matagal de clima temperado.